# Ryan Nelsen
Ryan Nelsen, né le 18 octobre 1977 à Christchurch, est un footballeur international néo-zélandais qui évoluait au poste de défenseur reconverti entraîneur.

## Carrière

### Joueur
Après une formation aux États-Unis qu'il mène de pair avec ses études (notamment au Greensboro College, en Caroline du Nord, de 1997 à 1999, puis à l'Université Stanford de 1999 à 2001), il commence sa carrière en MLS sous les couleurs de D.C. United. 
Il remporte, avec ce club et en tant que capitaine, une MLS Cup en 2004, après une victoire 3-2 contre les Kansas City Wizards. Il reste quatre années à D.C. United, étant élu deux fois dans l'équipe de l'année de la MLS en 2003 et 2004.

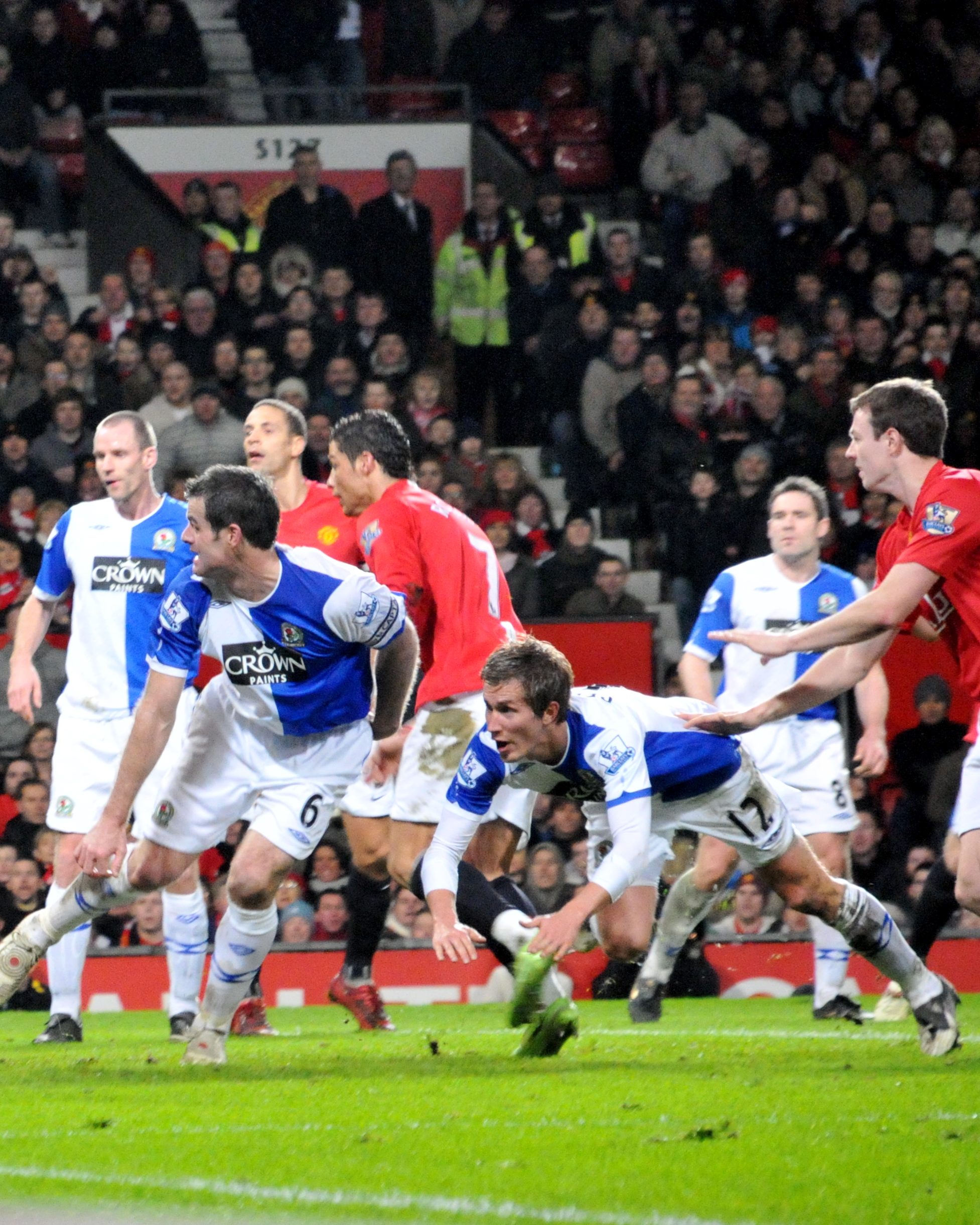
Nelsen, à gauche, sous le maillot de Blackburn.

Il s'engage, en janvier 2005, pour le club anglais des Blackburn Rovers, avec un transfert gratuit. Après six mois passés à Blackburn, le manager du club, Mark Hughes, lui fit signer une prolongation de contrat de trois ans car Ryan Nelsen avait impressionné tout le staff par des débuts de très grande qualité.
Malheureusement, celui-ci connut une blessure au pied, lors d'un match contre Charlton et resta indisponible pour une longue durée, notamment pour le début de la saison 2006-2007. Mais, dès son retour, il connaît son premier capitanat pour Blackburn, lors un match du quatrième tour de la FA Cup contre Luton Town.
Le 2 janvier 2012, il signe un contrat de six mois en faveur de Tottenham Hotspur. Après huit rencontres sous le maillot des Spurs (un but), le contrat de Nelsen n'est pas renouvelé.
Le 18 juin 2012, le joueur néo-zélandais signe un contrat d'un an en faveur des Queens Park Rangers, le transfert prenant effet à l'ouverture du marché le 1er juillet suivant.

### Carrière internationale
Ryan Nelsen commence à être sélectionné en équipe de Nouvelle-Zélande en 1999. Il offre la Coupe d'Océanie 2002 à son pays en marquant l'unique but de la finale contre l'Australie,.
Il est élu Footballeur océanien de l'année 2006 et 2010.
Lors de la Coupe du monde 2010 puis lors des Jeux olympiques de 2012, il est à nouveau capitaine.

### Entraîneur

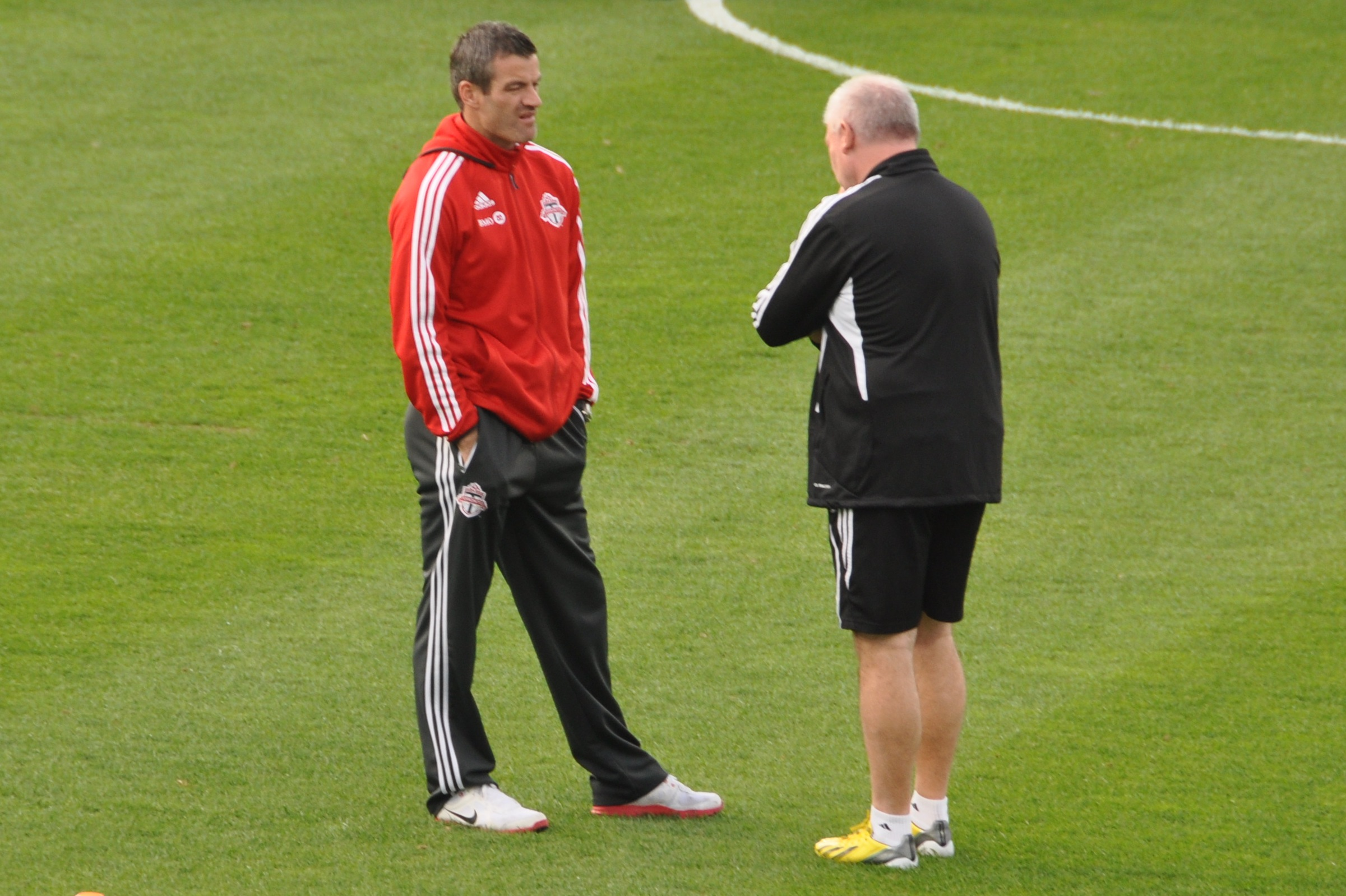
Ryan Nelsen entraîneur de Toronto.

Le 8 janvier 2013, Ryan Nelsen accepte de devenir l'entraîneur du Toronto FC, club canadien qui évolue en Major League Soccer. Le joueur reste cependant dans l'effectif de QPR en attendant de trouver un accord avec son entraîneur Harry Redknapp concernant la date de la prise de poste, la saison de MLS débutant au mois de mars.

## Palmarès

### En club
- D.C. United
  - Vainqueur de la Major League Soccer : 2004

### En sélection
- Nouvelle-Zélande
  - Vainqueur de la Coupe d'Océanie : 2002

## Statistiques
Ryan Nelsen compte 198 matchs de championnat d'Angleterre (172 aux Blackburn Rovers, 5 à Tottenham Hotspur et 21 aux Queens Park Rangers).